# Водный транспорт Астраханской области

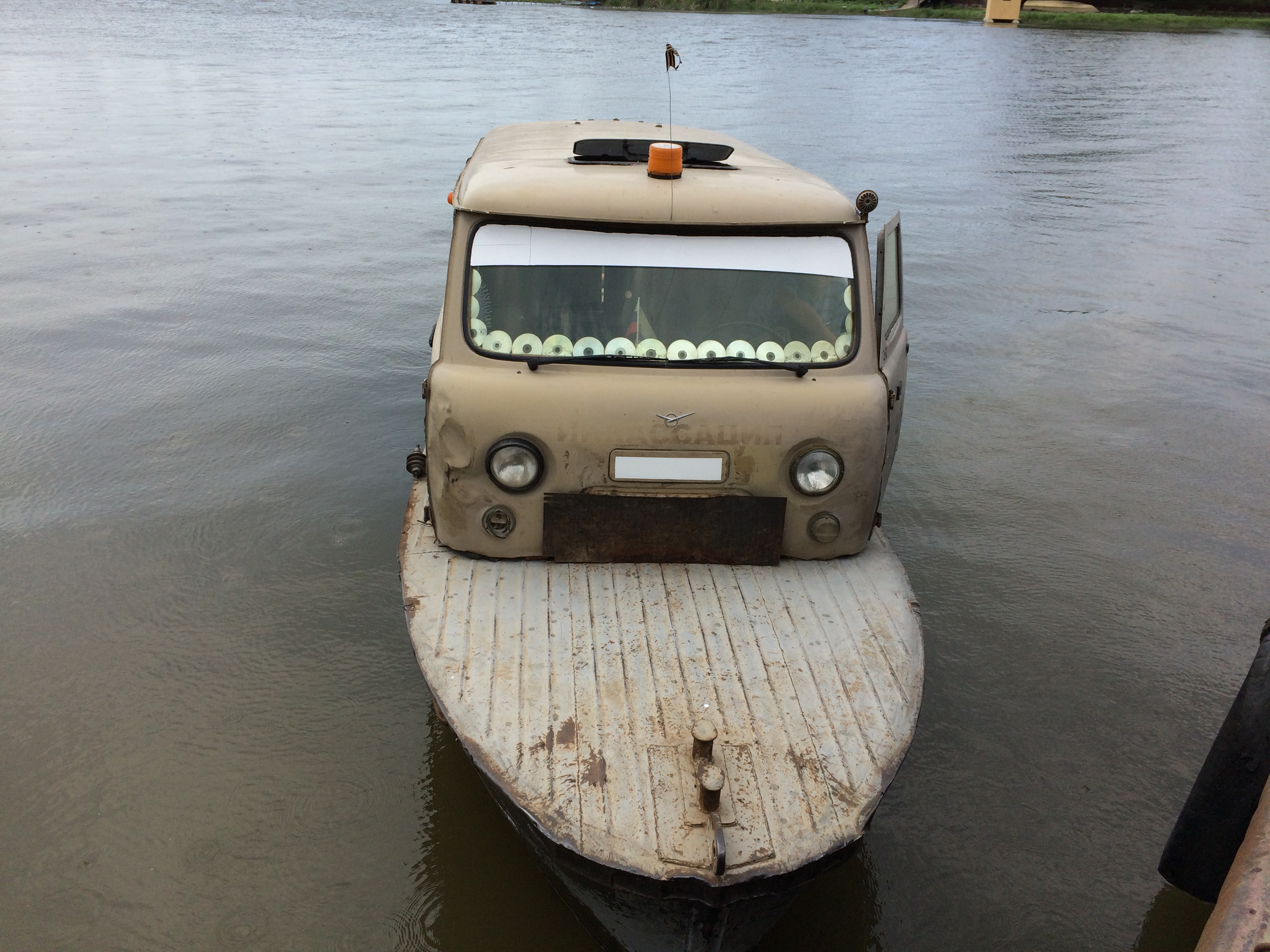
Буксир парома в селе Полдневом с рубкой, сделанной из кузова УАЗ-452

Во́дный тра́нспорт Астраха́нской о́бласти — система перевозки пассажиров и грузов по рекам и каналам Астраханской области. Пассажирский водный транспорт в регионе преимущественно представлен речными трамваями и паромными переправами.

## Речные трамваи
В районе города Астрахани и его пригородов действует система речных трамвайчиков, отправляющихся от 17-й пристани у отеля «Азимут» на берегу Волги. На данный момент действуют два маршрута: вдоль левого берега Волги и далее по Болде до села Яманцуг и с заходом в Трусовский район города на правом берегу Волги и далее на север до пристани «Пионерлагеря» между посёлком Караагаш Наримановского и селом Растопуловка Приволжского районов области. Ранее также действовали маршруты, связывавшие 17-ю пристань с микрорайоном АЦКК на правом берегу Волги и микрорайоном XX лет Октября на Заячьем острове.

## Паромы
На многочисленных протоках в дельте Волги, занимающей южную часть Астраханской области, действует около 65 переправ, из них 16 находятся в государственной собственности, остальные — в частной и муниципальной. Паромы зачастую являются единственным видом транспорта, соединяющим сельские населённые пункты с районным и областным центрами. Такие сёла и посёлки называются запаромными. Некоторые сёла (например, Мумра и Зюзино в Икрянинском районе) отделены от Астрахани как минимум двумя паромными переправами. Большинство переправ имеет возможность переводить и пеших пассажиров, и автотранспорт, однако существуют и паромы без автомобильных платформ. Такие чаще всего встречаются в сёлах, куда возможно проехать на автомобиле другими способами.
Большинство паромных переправ региона открыто для пассажиров только в дневное время, однако на переправах, являющихся единственной связью тех или иных сёл с внешним миром, паромщики дежурят и ночью — на случай необходимости переправить машину полиции, скорой помощи или МЧС.